# Chester Chronicle
Die Chester Chronicle ist eine britische Zeitung für den Raum Chester und Cheshire, die zuerst im 18. Jahrhundert eingeführt wurde. Sie ist eine der meistverkauften britischen Zeitungen und erscheint freitags.

## Struktur
Die Zeitung hat mehrere Ausgaben. Dies sind Chester City, Chester Country, Frodham & Helsby und Flintshire. Im Juni 2006 wurde die Wirral-Ausgabe eingestellt, im Juli 2006 wurden die Ausgaben Deeside, Mold & Buckley und Flint & Holywell zur Flintshire-Ausgabe zusammengefasst. Während die Flintshire Chronicle werbe- und verkaufsmäßig ein Teil der Chester Chronical ist, ist sie redaktionell eigenständig. Seit Juni 2006 trägt die City-Ausgabe nicht mehr das Wort „City“ im Impressum. Die Zeitung wurde ursprünglich als Planobogen  gedruckt. In jüngerer Zeit wechselte sie zum Tabloidformat. Die Zeitung gehört Trinity Mirror. Sie hat eine kostenlose Schwesterpublikation, die Midweek Chronicle.

## Sonstiges
Im Februar 2003 führte die Zeitung eine auf falschen Angaben beruhende Moralkampagne gegen eine Website, die den scherzhaft-derben Artikel Chester's guide to: Picking up little girls auf ihren Seiten anbot. Viele Leser und Politiker folgten unkritisch dem Protestaufruf und drängten die Suchmaschine Google zur vorübergehenden Zensur der Seite.